# أيتور باريديس
أيتور باريديس (بالإسبانية: Aitor Paredes) هو لاعب كرة قدم إسباني في مركز قلب الدفاع، ولد في 29 أبريل 2000 في أرايغوريغا في إسبانيا. لعب مع أتلتيك بيلباو ب وأتلتيك بيلباو ونادي باسكونيا.